# Эспиноса, Хасинто Херонимо де
Хасинто Херонимо де Эспиноса (исп. Jerónimo Jacinto Espinosa; 1600—1667) — испанский исторический и религиозный живописец XVII века.

## Биография
Хасинто Херонимо де Эспиноса родился 18 июля 1600 года в испанской провинции Аликанте в городке Косентайна.
Сперва обучался художественному мастерству у своего отца, художника Херонима Родригеса Эспиносы (исп. Jerónimo Rodríguez de Espinosa; 1562—1639), а затем у Франсиско Рибальта в городе Валенсии.
Позднее совершенствовался в Италии через изучение работ болонских мастеров и Антониса ван Дейка, благодаря чему усвоил сильный приём исполнения и теплый колорит полотен.
В конце XIX — начале XX века на страницах Энциклопедического словаря Брокгауза и Ефрона была дана следующая рецензия его работам:
«Фигуры в его картинах отличаются благородством выражения и грациозностью движения. Он прекрасно писал также портреты.»
Хасинто Херонимо де Эспиноса скончался 20 февраля 1667 года в городе Валенсия.
Наиболее известные холсты художника посвящены библейской тематике; среди них: «Христос в темнице» (большая картина в монастыре Святой Феклы, в Валенсии), «Кончина Святого Людовика Бельтрана» (в Валенсийском музее), «Святая Мария Магдалина», «Истязание Спасителя» и «Святой Иоанн Креститель с агнцем» (в мадридском музее Прадо). Императорским Эрмитажем (Санкт-Петербург) была приобретена картина Эспиносы на религиозную тему «Бегство в Египет».